# Muille-Villette
Muille-Villette ist eine französische Gemeinde mit 790 Einwohnern (Stand 1. Januar 2022) im Département Somme in der Region Hauts-de-France im Norden von Frankreich. Die Gemeinde gehört zum Kanton Ham und ist Teil des Gemeindeverbandes Est de la Somme.

## Geographie

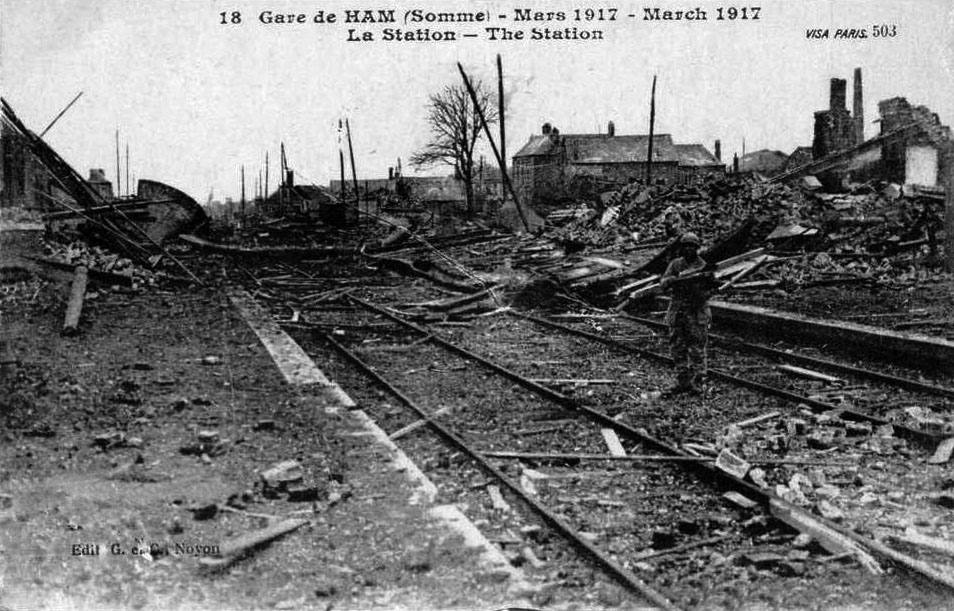
Zerstörungen im Bahnhof von Ham 1917

Die mit Ham zusammengewachsene Gemeinde, die von der Départementsstraße 932 in Nord-Süd-Richtung durchzogen wird, bildet den südlichen Teil der Agglomeration des Kantonshauptorts und umfasst im Wesentlichen das Gebiet südlich der Bahnstrecke von Amiens nach Laon, der Bahnhof von Ham liegt auf dem Gebiet der Gemeinde. Der Ortsteil Villette liegt etwas isoliert im Südwesten am Bach Allemagne.

## Einwohner
| 1962 | 1968 | 1975 | 1982 | 1990 | 1999 | 2006 |
| ---- | ---- | ---- | ---- | ---- | ---- | ---- |
| 804  | 816  | 822  | 800  | 745  | 785  | 817  |

## Verwaltung
Bürgermeister (maire) ist seit 2001 Patrick Souply.